# 90 Shilling
90 Shilling je pivo vyráběné americkým pivovarem Odell Brewing Company, prvně uvařené v roce 1989.

## Historie
Pivo 90 Shilling bylo poprvé uvařeno v roce 1989, tedy ve stejném roce, kdy byl otevřen pivovar Odell. Jedná se o odlehčený ale skotského typu, který je měděné barvy s karamelovým aroma a chutí s náznaky čokolády, ovoce a oříšků. Toto pivo je vlajkovou lodí pivovaru a označení 90 v názvu poukazuje na jeho kvalitu.
Pivo obsahuje 5,6 % alkoholu.